# Маскока (окружний муніципалітет)
Окружний муніципалітет Маскока (англ. District Municipality of Muskoka) — регіональний муніципалітет у провінції Онтаріо, Канада, розташований в Центральному Онтаріо: простягається від Затоки Джорджен-Бей на заході, до північного краю озера Кучічінґ (англ. Couchiching) на півдні, на західному кордоні провінційного парку Алґонкін на сході. Площа регіону Маскока (6 475 км²) включає близько 1600 озер, що робить його популярним відпочинковим регіоном.
Щороку приблизно 2,1 мільйона людей відвідувають регіон Маскока, який складається із декількох сіл та міст і фермерських громад. Тут є декілька готелів на березі озера, курорти з гольфовими полями, заміські клуби і яхт-клуби. У Маскоку найкраще попасти з Торонто автівкою — це приблизно дві години їзди.

## Історія
Маскока — одвічні землі племені оджибве, які європейські жителі проігнорували, поселюючись в Південному Онтаріо на землях більш відповідних для сільського господарства. Сам регіон Маскока багатий на озера і гірські породи, підходить для риболовлі, полювання, та захопливого відпочинку.
Регіон Маскока названий на честь індіанського вождя Месква Юкі (англ. Mesqua Ukie або Chief Yellowhead) 1850-х років, племені якого належали озеро Маскока та число навколишніх мисливських угідь. Він настільки був шанований урядом Канади, що для нього державним коштом побудовано будинок в Орільї, в якому він проживав до своєї смерті.

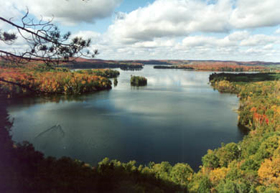
Озеро Півострівне недалеко Гантсвілл, Маскока

Першопрохідець Девід Томпсон (англ. David Thompson) склав перші карти регіону в 1837 році і, правдоподібно, таборував неподалік сучасного Бомаріс (англ. Beaumaris). Лісозаготівельні ліцензії було видано уже в 1866; тоді і засновано селище Монк.

## Підрозділи
Район складається з наступних громад:
- Брейсбридж (англ. Bracebridge)
- Джорджен-Бей (англ. Georgian Bay)
- Бішопсґейт (англ. Bishopsgate)
- Гантсвілл (англ. Huntsville)
- Лейк-оф-Бейз (англ. Lake of Bays)
- Маскока-Лейкс (англ. Muskoka Lakes)